# Заблоцький Сергій Тарасович
Сергі́й Тара́сович Забло́цький (22 листопада 1985, м. Тернопіль — 25 січня 2023, Донецька область) — український військовослужбовець, солдат Збройних сил України, учасник російсько-української війни. Кавалер ордена «За мужність» III ступеня (2023, посмертно), почесний громадянин міста Тернополя (2023, посмертно).

## Життєпис
Сергій Заблоцький народився 22 листопада 1985 року в місті Тернополі.
Снайпер другої категорії. 21 січня 2023 року під час виконання бойового завдання зазнав серйозних поранень на Донеччині. Був доставлений до госпіталю, де медики боролися за його життя. Помер 25 січня 2023 року.
Похований 1 лютого 2023 року на Алеї Героїв Микулинецького цвинтаря м. Тернопіль.

## Нагороди
- орден «За мужність» III ступеня (6 червня 2023, посмертно) — за особисту мужність, виявлену у захисті державного суверенітету та територіальної цілісності України, самовіддане виконання військового обов'язку[1];
- почесний громадянин міста Тернополя (3 березня 2023, посмертно) — за вагомий особистий вклад у становленні української державності та особисту мужність і героїзм у виявленні у захисті державного суверенітету та територіальної цілісності України[2].